# Biblioteca Nacional de l'Uruguai
La Biblioteca Nacional de l'Uruguai (castellà: Biblioteca Nacional del Uruguay) va ser fundada el 1815. És el depòsit legal i de propietat intel·lectual de l'Uruguai. Es troba a l'emplaçament actual des de 1955. El 2006 comptava amb més 900.000 llibres i 20.000 publicacions de periòdics, material audiovisual, mapes, registres, gravats, aquarel·les, fotografies i manuscrits.